# Quarto (nome)
Quarto  è un nome proprio di persona italiano maschile. 

## Varianti
- Maschili:
  - Alterati: Quartino, Quartillo
- Femminili: Quarta
  - Alterati: Quartina, Quartilla[1]

### Varianti in altre lingue
- Catalano: Cuart[2]
- Latino: Quartus[1][2]
- Spagnolo: Cuarto[2]

## Origine e diffusione
Il nome deriva dal latino Quartus, che significa semplicemente "quarto"; tradizionalmente, era assegnato al quarto figlio nato (secondo un'usanza riflessa anche da altri nomi, come Primo, Secondo, Terzo, Quinto, Sesto, Settimo, Ottavio, Nono e Decimo. 
Ad oggi, risulta maggiormente diffuso nell'Italia centro-settentrionale, e può in parte avere anche motivazioni ideologiche simili a quelle del nome Quartiero (richiamando cioè il quartiere genovese di Quarto, da cui Garibaldi salpo con i mille). Un personaggio con questo nome è inoltre citato da san Paolo nella sua lettera ai Romani (16:23).

## Onomastico
L'onomastico può essere festeggiato in memoria di più santi, alle date seguenti:
- 10 maggio, san Quarto, martire con san Quinto a Roma[5]
- 7 ottobre, san Quarto, vescovo di Capua[5]
- 3 novembre, san Quarto, discepolo degli apostoli[5]

## Persone
- Quarto Trabacchini, politico italiano

## Il nome nelle arti
- Principe Quartus, personaggio del film Stardust, interpretato da Julian Rhind-Tutt.